# Colegiul Național „Coriolan Brediceanu” din Lugoj
Colegiul Național „Coriolan Brediceanu”, inițial Liceul Romano-Catolic din Lugoj, este o unitate de învățământ preuniversitar din județul Timiș.

## Istoric
În data de 7 mai 1718 au sosit la Lugoj primii călugări franciscani minoriți, cu misiunea a de ridica o biserică și o școală romano-catolică. Primii călugări au locuit într-o casă aflată pe locul actualului liceu.
În anul 1837 călugării minoriți au primit aprobarea de a înființa un liceu. Între anii 1885-1896 liceul s-a mutat în clădirea actuală, construită pe locul primei reședințe a franciscanilor minoriți. În anul 1919 liceul catolic a fost transformat în liceu românesc de stat.

## Elevi
- Károly Maderspach (1791-1849), inginer
- Traian Vuia (1872-1950), inginer
- Franz Kräuter (1885-1969), pedagog, deputat, deținut politic
- Pius Brânzeu (1911-2002), medic chirurg, membru al Academiei Române
- Lídia Fülöp (1925-2017), poetă și scriitoare de etnie maghiară
- Nicolae Breban (n. 1934), scriitor
- Daniel Ciobotea (n. 1951), patriarh al Bisericii Ortodoxe Române